# والنتینا وارگاس
والنتینا وارگاس (انگلیسی: Valentina Vargas؛ زادهٔ ۳۱ دسامبر ۱۹۶۴) یک هنرپیشه اهل شیلی است.
از فیلم‌ها یا برنامه‌های تلویزیونی که وی در آن نقش داشته است می‌توان به نام گل سرخ، آبی بیکران، ببر ماده اشاره کرد.